# 리딤 (EDM)
Riddim은 반복적이고 미니멀 한 서브베이스와 트리플렛(셋잇단음표)퍼커션 배열을 많이 사용하여 펑키한 느낌이 드는 "dubstep"의 하위 장르다. 그것은 원래 덥, 레게 및 댄스홀에서 유래 한 덥스텝과 덥스텝 모두에 영향을 준 자메이카 장르와 같은 이름을 가지고 있다. 초기 UK 덥스텝에 사용된 스타일의 부활로 2010년대 초 영국에서 시작된 riddim은 2015년경 전자 음악 현장에서 주류를 차지하기 시작했습니다.
때때로 반복적인 하락에 대한 비판을 받았음에도 불구하고, 라이브 세트에서 서브 장르의 노래를 연주하는 다양한 잘 알려진 전자 음악 DJ와 장르를 생성하는 잘 알려진 다양한 전자 음악 아티스트로 인해 인기가 높아졌습니다.

## 유튜브 예시
YDG - Psycho - 유튜브

Virtual Riot - Purple Dragons (Dragons VIP) - 유튜브